# Charlotta Denward
Charlotta Denward född 17 februari 1959, är en svensk filmproducent och tidigare filmkonsulent.
I december 2006 utsågs hon till chef för Svenska Filminstitutets produktionsstödsavdelning. Som filmproducent har Denward bland annat producerat långfilmerna Grabben i graven bredvid och Elina – som om jag inte fanns och även varit samproducent i filmerna Micke & Veronica och Gentlemen. 2015 startade hon tillsammans med Anna Croneman och Anna Anthony produktionsbolaget AVANTI FILM.

## Producent i urval
- 2002 - Grabben i graven bredvid
- 2003 – Tur & retur
- 2003 – Elina – som om jag inte fanns
- 2004 - Bara Bea
- 2007 - Den nya människan
- 2014 – Gentlemen
- 2015 – Micke & Veronica